# マティアス・ファイファー
マティアス・ファイファー（ドイツ語: Matthias Pfeifer、1964年〈昭和39年〉12月 - ）は、日本の翻訳家、文学者（大衆文化・戦争映画・戦争文学・文化哲学）。学位はMagister Artium（ヨハン・ヴォルフガング・ゲーテ大学フランクフルト・アム・マイン・1993年）。静岡県立大学国際関係学部准教授・大学院国際関係学研究科准教授。
静岡県立大学教養部講師、静岡県立大学国際関係学部講師などを歴任した。

## 来歴

### 生い立ち
1964年（昭和39年）12月に生まれた。ドイツ連邦共和国のヘッセン州フランクフルト・アム・マイン市にあるヨハン・ヴォルフガング・ゲーテ大学フランクフルト・アム・マインに進学した。大学では現代文献学部のドイツ文学科にて学んだ。1993年（平成5年）2月、ヨハン・ヴォルフガング・ゲーテ大学フランクフルト・アム・マインを修了し、Magister Artiumの学位を取得した。

### 文学研究者として
1994年（平成6年）4月、静岡県により設置・運営される静岡県立大学に採用され、教養部の講師として着任した。なお、1990年代の日本国の国公立大学では、教養部を廃止して学部で一貫教育を行う制度を導入する例が相次いでいた。静岡県立大学においても例に漏れず、教養課程を改革することになった。それに伴い、1995年（平成7年）4月より国際関係学部に異動し、そちらの講師が本務となった。2011年（平成23年）9月、静岡県立大学の国際関係学部において准教授に昇任した。国際関係学部においては、主として国際言語文化学科の講義を担当した。また、静岡県立大学の大学院においても、国際関係学研究科の准教授を兼務することになった。国際関係学研究科においては、主として比較文化専攻の講義を担当した。また、国際関係学研究科に附属広域ヨーロッパ研究センターが設置されると、その研究員も兼務し、運営委員も務めた。

## 研究
専門は文学であり、特に大衆文化、戦争映画、戦争文学、文化哲学といった分野の研究に従事した。具体的には、文学の視点に立脚した自叙伝の研究や、移民文化やアイデンティティ論の研究に取り組んだ。また、現代社会と戦争とのかかわりについても論じている。滝田ゆうの『寺島町奇譚』や水木しげるの『総員玉砕せよ！』など、日本の漫画についても論じている。
学術団体としては、日本映画学会、日本社会文学会、日本比較文化学会、ドイツ学会、などに所属していた。
また、日本語の小説をドイツ語に翻訳するなど、さまざまな日本文学をドイツに紹介している。たとえば、小説家の奥田英朗の「精神科医・伊良部シリーズ」を手掛けており、『空中ブランコ』や『イン・ザ・プール』、『町長選挙』といった各作品を訳している。また、劇作家である井上ひさしの小説も手掛けており、『東京セブンローズ』を翻訳している。そのほか、小説家のよしもとばななの作品も手掛けており、『もしもし下北沢』を翻訳している。小説にとどまらず、文学者の坂内正による学術書も手掛けており、『カフカ解読』を翻訳している。

## 略歴
- 1964年 - 誕生[1]。
- 1993年 - ヨハン・ヴォルフガング・ゲーテ大学フランクフルト・アム・マイン現代文献学部修士課程修了[2][3]。
- 1994年 - 静岡県立大学教養部講師[4]。
- 1995年 - 静岡県立大学国際関係学部講師[4]。
- 2011年 - 静岡県立大学国際関係学部准教授[4]。
- 2011年 - 静岡県立大学大学院国際関係学研究科准教授。

## 著作

### 共著
- 静岡県立大学国際関係学部ヨーロッパ文化コース編『制度と逸脱』静岡県立大学国際関係学部、2000年。全国書誌番号:20099234
- Manfred Pohl, et al., Japan 2007 -- Politik, Wirtschaft und Gesellschaft, Vereinigung für sozialwissenschaftliche Japanforschung, 2007. ISBN 9783981213102
- Elke Hayashi-Mahner, et al., Tokyo, OAG Deutsche Gesellschaft fur Natur-und Volkerkunde Ostasiens, 2008. ISBN 978-3-89129-938-8

### 翻訳
- Tadashi Sakauchi, Kafka und seine Werke -- eine Interpretation, Matthias Pfeifer (tr.), Snayder, 1998. ISBN 3932319699
- Hideo Okuda, Die seltsamen Methoden des Dr. Irabu, Matthias Pfeifer (tr.), btb, 2007. ISBN 9783442736027
- Hideo Okuda, Die japanische Couch -- neue Geschichten aus der Praxis des Dr. Irabu, Matthias Pfeifer (tr.), btb, 2008. ISBN 9783442737659
- Hideo Okuda, Die merkwürdigen Fälle des Dr. Irabu, Matthias Pfeifer (tr.), btb, 2010. ISBN 9783442740604
- Inoue Hisashi, Die Sieben Rosen von Tôkyô, Matthias Pfeifer (tr.), Be.bra, 2013. ISBN 9783861249177
- Banana Yoshimoto, Moshi Moshi, Matthias Pfeifer (tr.), Diogenes, 2015. ISBN 9783257069310

### 主要な論文
- Matthias Pfeifer稿「The burden of surviving -- Mizuki Shigeru and his war experience in Soin Gyokusai Seyo!」『国際関係・比較文化研究』1巻2号、静岡県立大学国際関係学部、2003年3月、235-265頁。ISSN 1348-1231
- Matthias Pfeifer稿「Back to the Future? -- War Memories and the Search For Identity (I)」『国際関係・比較文化研究』2巻2号、静岡県立大学国際関係学部、2004年3月、299-338頁。ISSN 1348-1231
- マティアス・ファイファー稿「美化された故郷回復の夢想」『国際関係・比較文化研究』9巻2号、静岡県立大学国際関係学部、2011年3月、86-108頁。ISSN 1348-1231
- Matthias Pfeifer稿「犠牲の美学――美的価値観念で論じられた愛国心 」『国際関係・比較文化研究』10巻1号、静岡県立大学国際関係学部、2011年9月、146-119頁。ISSN 1348-1231
- マティアス・ファイファー稿「ないものに没頭する夢想家――水木しげるの『楽園への郷愁』」『国際関係・比較文化研究』10巻2号、静岡県立大学国際関係学部、2012年3月、348-339頁。ISSN 1348-1231
- マティアス・ファイファー稿「過去から識る未来(1)――九十年代米国戦争映画でのアイデンティティ探究」『国際関係・比較文化研究』11巻1号、静岡県立大学国際関係学部、2012年9月、31-54頁。ISSN 1348-1231
- マティアス・ファイファー稿「過去から識る未来(2)――九十年代米国戦争映画でのアイデンティティ探究」『国際関係・比較文化研究』11巻2号、静岡県立大学国際関係学部、2013年3月、23-34頁。ISSN 1348-1231

### 註釈
1. ↑  ドイツ連邦共和国は、1990年にドイツ民主共和国と統合された。
2. ↑  静岡県立大学は、2007年に静岡県から静岡県公立大学法人に移管された。

## 関連人物
- 井上ひさし
- 奥田英朗
- 坂内正
- 吉本ばなな